# Damon Wayans
Damon Kyle Wayans Sr. (ur. 4 września 1960 w Nowym Jorku) – amerykański aktor, komik, scenarzysta, producent i reżyser filmowy. Sławę przyniósł mu sitcom nadawany na kanale ABC On, ona i dzieciaki (My Wife and Kids), którego był współproducentem.

## Życiorys

### Wczesne lata
Urodził się w Nowym Jorku jako syn Elviry Alethiy (z domu Green), pracowniczki socjalnej, i Howella Stoutena Wayansa, menadżera supermarketu. Ma czterech braci – Dwayne’a (ur. 1957), Keenena Ivory’ego (ur. 1958), Shawna (ur. 1971) i Marlona (ur. 1972) oraz pięć sióstr – Diedre, Elvirę, Kim (ur. 1961), Nadię i Vonnie. Jego ojciec był Świadkiem Jehowy. Urodzony ze stopą końsko-szpotawą, nosił szelki i obuwie korekcyjne do 15 roku życia. Występował w dzieciństwie, by zwrócić na siebie uwagę rodziców i dziewięciorga rodzeństwa. Uczęszczał do Murry Bergtraum High School.

### Kariera
W 1981 rozpoczął karierę jako komik stand-up. Zadebiutował na kinowym ekranie jako zniewieściały pracownik hotelu w komedii sensacyjnej Martina Bresta Gliniarz z Beverly Hills (Beverly Hills Cop, 1984) u boku Eddiego Murphy’ego. W latach 1985–1986 występował w roli ekstrawaganckiego homoseksualnego policjanta lub zwykłego gliniarza w programie Saturday Night Live, po czym został zwolniony po zaledwie jedenastu odcinkach. Wayans zaczął występować w swoich własnych produkcjach HBO. W latach 1990–1994, przez trzy sezony był gwiazdą i scenarzystą serii In Living Color, za którą osobiście otrzymał dwie nominacje do nagrody Emmy. Grał tam m.in. ponurego Homey the Clown i nadmiernie zniewieściałego współprowadzącego skecze „Men on Film”.
Powrócił na duży ekran w komedii romantycznej Roxanne (1987), humorystycznej uwspółcześnionej wersji sztuki Edmonda Rostanda Cyrano de Bergerac w reżyserii Freda Schepisi z udziałem Steve’a Martina i Daryl Hannah. Pojawił się w wideoklipie Janet Jackson „The Best Things in Life Are Free” (1992). Kandydował do roli Człowieka-Zagadki w Batman Forever (1995), którą ostatecznie przyjął Jim Carrey.
Zagrał główną rolę jako były zawodnik Stallions – quarterback James „Jimmy” Alexander Dix, który został wyrzucony z ligi pod zarzutem hazardu i domniemanego nadużywania narkotyków, w komedii sensacyjnej Tony’ego Scotta Ostatni skaut (1991) z Bruce’em Willisem, bezrobotnego artysty, który przyjmuje pracę w firmie zajmującej się kartami kredytowymi w komedii kryminalnej Więcej szmalu (Mo' Money, 1992), Darryl Walker w parodii komedii o superbohaterach Blankman (1994), major United States Marine Corps Benson Winifred Payne w komedii Nicka Castle’a Szczeniackie wojsko (1995), jako gwiazdor koszykówki Lewis Scott w komedii Chluba Boston Celtics (1996), policjant Jack Carter w komedii sensacyjnej Kuloodporni (1996) i bokser James „The Grim Reaper” Roper w komedii Wielka biała pięść (1996). 
W październiku 1996 wyprodukował Waynehead, krótkometrażową kreskówkę dla The WB, z Orlando Brownem. W latach 1997–1998 był producentem wykonawczym 413 Hope St., serialu sieci FOX z udziałem Richarda Roundtree, Shari Headley i Jessego L. Martina.
W marcu 1998 zagrał detektywa z Chicago w sitcomie Damon na antenie FOX. W 1999 ukazała się jego bestsellerowa książka The New York Times Bootleg, ze współautorem Davidem Asbery; jest to humorystyczna kompilacja jego spostrzeżeń na temat rodziny.
Od 21 września 2016 do 26 lutego 2019 grał postać Rogera Murtaugha w serialu Zabójcza broń.

## Życie prywatne
24 kwietnia 1984 ożenił się z Lisą Thorner. Jednak 21 maja 2000 doszło do rozwodu. Mają czwórkę dzieci: dwóch synów – Damona Wayansa Jr. (ur. 18 listopada 1982) i Michaela (ur. 28 marca 1985) oraz dwie córki – Carę Mię (ur. 18 kwietnia 1987) i Kylę (ur. 1991).

## Filmografia

### aktor
- Gliniarz z Beverly Hills (Beverly Hills Cop, 1984) jako Banana Man
- Triplecross (1986) jako Uparty charakter
- Roxanne (1987) jako Jerry
- Puenta (Punchline, 1988) jako Percy
- Kolory (Colors, 1988) jako T-Bone
- Ziemskie dziewczyny są łatwe (Earth Girls Are Easy, 1988) jako Zeebo
- Dorwę Cię Krwiopijco (I'm Gonna Git You Sucka, 1988) jako Leonard
- I kto to mówi 2 (Look Who's Talking Too, 1990) jako Eddie (głos)
- Ostatni skaut (The Last Boy Scout, 1991) jako Alexander Dix
- Więcej Szmalu (Mo' Money, 1992) jako Johnny Stewart
- Bohater ostatniej akcji (Last Action Hero, 1993) jako On sam
- Blankman (1994) jako Darryl Walker
- Szczeniackie wojsko (Major Payne, 1995) jako major Payne
- Kuloodporni (Bulletproof, 1996) jako Keats
- Chluba Boston Celtics (Celtic Pride, 1996) jako Lewis Scott
- Wielka biała pięść (The Great White Hype, 1996) jako James 'The Grim Reaper' Roper
- Aria z Harlemu (Harlem Aria, 1999) jako Wes
- Droga przez życie (Goosed, 1999) jako Dr Steven Hamel
- Wykiwani (Bamboozled, 2000) jako Pierre Delacroix
- On, ona i dzieciaki (My Wife and Kids, 2001-2005) jako Michael Richard Kyle
- Marci X (2003) jako Dr Snatchcatcher)
- Behind the Smile (2006) jako Charlie Richman
- Never Better (2008) jako Keith
- Roar of the Crowd (2011) jako Jimmy Crowder
- Zabójcza broń (serial) (Lethal Weapon, 2016-2019) jako Roger Murtaugh

### reżyser
- Behind the Smile  (2004)

### scenarzysta
- In Living Color  (1990)
- Więcej Szmalu (Mo' Money, 1992)
- Blankman  (1994)
- On, ona i dzieciaki (My Wife and Kids, 2001-2005)
- Behind the Smile  (2004)
- Homey the Clown  (2007)